# Clubiona alexeevi
Clubiona alexeevi är en spindelart som beskrevs av Mikhailov 1990. Clubiona alexeevi ingår i släktet Clubiona och familjen säckspindlar. Inga underarter finns listade i Catalogue of Life.